# Roberto Ampuero
Roberto Ampuero (* 20. února 1953 Valparaíso) je chilský spisovatel, fejetonista, diplomat, univerzitní profesor a bývalý ministr zahraničí. Je jedním z nejčtenějších chilských spisovatelů, jeho díla byla přeložena do patnácti jazyků včetně češtiny. Je absolventem International Writing Workshop (IWP) na univerzitě v Iowě, profesorem na Universidad san Sebastián a hostujícím profesorem na Universidad Finis Terrae v Chile. Psal také sloupky pro La Tercera a New York Times Syndicate. Za svou tvorbu obdržel četná ocenění.

## Život
Jeho otec Roberto Ampuero Brule pracoval během druhé světové války ve vnějších informačních službách pro Spojené státy americké. Matka Angelica Espinoza byla dcerou Francouzky. Ampuero vyrůstal ve středostavovské rodině, která se přikláněla k politické pravici. Nejdříve navštěvoval presbyteriánskou školu Davida Trumbulla, později německou školu Deutsche Schule Valparaiso. V roce 1972 začal studovat antropologii a latinskoamerickou literaturu na Universidad de Chile v Santiagu de Chile a vstoupil do Komunistické mládeže Chile.
V roce 1973, tři měsíce po vojenském převratu, mohl vycestovat do NDR díky stipendiu ke studiu na žurnalistické sekci Univerzity Karla Marxe v Lipsku. Tam se setkal s Margaritou Flores, dcerou kubánského generálního prokurátora. V roce 1974 se spolu odcestovali na Kubu a vzali se. Jejich manželství trvalo jen tři roky. V roce 1979 získal bakalářský titul na Univerzitě v Havaně, kde studoval latinskoamerickou literaturu.
V roce 1979 se vrátil do NDR. Rok studoval marxismus-leninismus na fakultě Jugendhochschule der Freien Deutschen Jugend „Wilhelm Pieck“. V letech 1980–1983 studoval literární vědu a politickou ekonomii na Humboldtově univerzitě a současně pracoval jako překladatel a příležitostně pro nakladatelství Neues Life jako odborník na překlady latinskoamerické literatury.
V roce 1983 se přestěhoval do Západního Německa. Do roku 1991 pracoval jako dopisovatel pro tiskovou agenturu Inter Press Service, od roku 1987 do roku 1990 byl ředitelem německého časopisu Desarrollo y Cooperación v Bonnu. Pro španělsky psaný redakční tým časopisu Deutsche Welle pracoval v letech 1990–1993. V roce 1987 se oženil s Anou Lucrecií Rivera Schwarz, která byla velvyslankyní Guatemaly v Německu.
V roce 1993 se vrátil do Chile a pracoval jako spisovatel na volné noze a publicista pro noviny La Tercera a El Mercurio. V letech 1997–2000 žil ve  Švédsku. V roce 2000 se přestěhoval do Iowa City a učil na University of Iowa na katedře španělštiny a portugalštiny, v roce 2006 zde získal doktorát. Od roku 2011 do roku 2013 byl chilským velvyslancem v Mexiku. V roce 2013 byl jmenován prezidentem Chilské kulturní rady (Consejo Nacional de la Cultura y las Artes de Chile) s ministerskou hodností. Od roku 2018 do roku 2019 byl chilským ministrem zahraničí, od roku 2019 chilským velvyslancem ve Španělsku.
Robert Ampuero spolupracoval také na chilském televizním seriálu Brigada Escorpión. V roce 2024 navštívil Svět knihy v Praze.

## Dílo – výběr

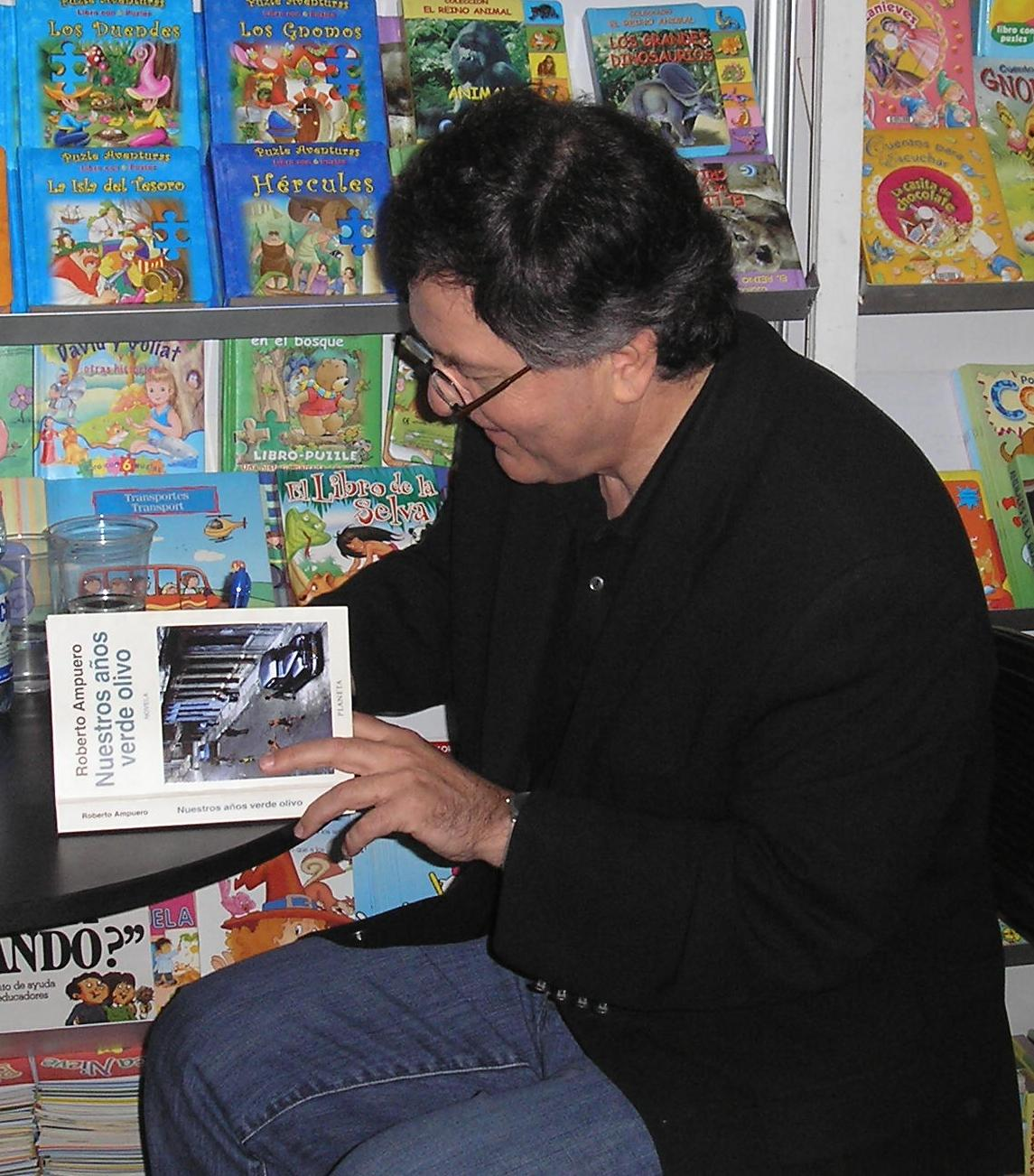
Roberto Ampuero v roce 2009

Jeho první román ¿Quién mató a Kristián Kustermann? vyšel v roce 1993 a získal cenu El Mercurio udělovanou Revista del Libro. Byl to první román ze  série kriminálních románů, protagonistou je valparaíský detektiv s kubánskými kořeny Cayetano Brulè. Od té doby vyšly další romány, El caso Neruda z roku 2008 byl šestým dílem série a zároveň prvním, který vyšel v angličtině. Tato série významně přispěla k oživení žánru latinskoamerické detektivní prózy. Autobiografický román o jeho životě na Kubě Nuestros Años Verdevyšel vyšel v roce 1999. Bestsellerem a knihou roku v Chile se stala kniha Los Amantes de Estocolmo, která vyšla v roce 2003. Kniha Pasiones Griegas z roku 2006 byla vyhlášena nejlepším španělským románem v Číně. V roce 2014 vyšla kniha El Ultimo Tango de Salvador Allende.

### Česky vydané knihy
- Případ Neruda, 2014 (El caso Neruda, 2008)[16][17]
- Naše léta v olivově zeleném, 2024 (Nuestros años verde olivo, 1999)[18]